# Hertigswaldský potok
Hertigswaldský potok (německy Hertigswalder Bach) je 4,1 km dlouhý levý přítok Sebnice. Pramení na svahu Tanečnice, odkud teče do Hertigswalde a Sebnitz.

## Průběh toku
Hertigswaldský potok pramení na západním a jihozápadním svahu Tanečnice (599 m) v nadmořských výškách 505 až 520 m. Pramenné toky tečou západním a jihozápadním směrem a u státní hranice s Německem se spojují v jeden proud. Ten teče ze svahů jihozápadním směrem a v horní části Hertigswalde se stáčí k západu až severozápadu. Zde protéká vesnickou zástavbou, koryto je z velké části pozměněné zásahy člověka a regulované, v několika úsecích zatrubněné. U autobusového nádraží v Sebnitzi ústí Hertigswaldský potok zleva do Sebnice.

## Přírodní poměry
Potok protéká Šluknovskou pahorkatinou, kde tvoří geologické podloží lužický granodiorit.